# Belles-lettres
Belles-lettres ou belles lettres é um termo que é usado para descrever uma categoria de escrita. Um escritor de belles-lettres é um belletrist. No entanto, os limites dessa categoria variam em usos diferentes.
Literalmente, é uma frase francesa que significa "bela" ou "boa" escrita. Neste sentido, portanto, inclui todas as obras literárias — especialmente ficção, poesia, drama ou ensaios — valorizados por suas qualidades estéticas e originalidade de estilo e tom. O termo, assim, pode ser usado para se referir à literatura em geral. A Enciclopédia Nuttall, por exemplo, descreveu as belles-lettres como o "departamento de literatura que implica cultura literária e pertence ao domínio da arte, seja qual for o assunto ou a forma especial; inclui poesia, drama, ficção e crítica", enquanto a décima primeira edição da Encyclopædia Britannica a descreve como "a forma mais artística e imaginativa da literatura, como poesia ou romance, em oposição ao estudos mais vulgares e exatos".
No entanto, para muitas finalidades modernas, as belles lettres são usadas em um sentido mais restrito para identificar obras literárias que não se enquadram em outras categorias principais, como ficção, poesia ou drama. Assim, incluiria ensaios, récits, coleções publicadas de discursos e cartas, escritos satíricos e humorísticos, e outras obras diversas. O Oxford English Dictionary (2ª edição) diz que "agora é geralmente aplicado (quando usado em tudo) aos ramos mais leves da literatura." O termo permanece em uso entre bibliotecários e outros que têm que classificar livros: enquanto uma grande biblioteca pode ter categorias separadas para ensaios, cartas, humor e assim por diante (e a maioria deles são atribuídos códigos diferentes, por exemplo, no sistema de classificação decimal de Dewey), em bibliotecas de tamanho modesto, muitas vezes são agrupadas sob o título de belles lettres.
A frase é usada às vezes de forma depreciativa ao falar sobre o estudo da literatura: aqueles que estudam retórica muitas vezes ridicularizam muitos departamentos de linguagem (particularmente os departamentos ingleses da anglofonia) por se concentrarem nas qualidades estéticas da linguagem ao invés de sua aplicação prática. Uma citação do artigo de Brian Sutton em Language and Learning Across the Disciplines, "Escrevendo nas Disciplinas, na Composição do Primeiro Ano e no Documento de Pesquisa", serve para ilustrar a opinião dos retóricos sobre este assunto e seu uso do termo:
Os adeptos da escrita em disciplina, bem cientes da grande variedade de gêneros acadêmicos que um estudante de composição do primeiro ano pode ter que lidar no futuro, são pouco susceptíveis de forçar esses estudantes a se aventurar tão profundamente em qualquer gênero a exigir imitação servil. Os únicos professores de composição de primeiro ano que provavelmente exigem "conformidade e submissão" a um determinado tipo de discurso acadêmico são aquelas coleções de departamentos de inglês, os discípulos evangélicos da literatura, professores cujo objetivo na composição do primeiro ano é ensinar os alunos a explicar as belles lettres. Adeptos da escrita em disciplina, ao contrário dos professores de literatura como composição, geralmente reconhecem a loucura de forçar os alunos a se conformarem às convenções de uma comunidade de discursos que não desejam aderir.
Em seu Elements of Criticism, o belletrist anglo-escocês Lord Kames (1696-1782) descreve o objetivo do movimento de belles lettres como a necessidade de "descobrir uma base para o raciocínio sobre o gosto de um indivíduo" e "conceber uma ciência da crítica racional". O foco da Teoria da Retórica Beletrística é definir as características do estilo retórico, tais como beleza, sublimidade, propriedade e sagacidade, todas as quais desempenham um papel em afetar as capacidades de emoção e raciocínio do público. Também é importante para aqueles que estudam retórica e belles lettres definir o gosto do público; esta é a chave para ser um retórico ou escritor verdadeiramente bem-sucedido como outro retórico do gênero, Hugh Blair (1718-1800), que afirma em Lectures on Rhetoric and Belles Lettres, que "o gosto é fundamental à retórica e necessário ao discurso falado e escrito bem sucedido".